# Bernard Langobardski
Bernard, kralj Italije (Rex Langobardorum, 810-817), * 797, Vermandois (Normandija),  † 17. april 818, Milano.
Bernard je bil nezakonski sin Pipina Langobardskega iz hiše Karolingov in vnuk Karla Velikega. Poročen je bil s Kunigundo Laonsko, ki mu je dala sina Pipina, grofa Vermandoiskega. 
V letu 817 je naslednik Karla Velikega Ludvik Pobožni razdelil svoj imperij med svoje tri sinove, od katerih je Lotar I. dobil Italijo. Temu se je Bernard uprl skupaj s škofom Teodulfom iz Orléansa. Ob zajamčeni varnosti se je srečal z Ludvikom Pobožnim, vendar ga je dal slednji že takoj zapreti in na novoletni dan 818 obsoditi na oslepitev, zaradi katere je kasneje umrl. Ludviku Pobožnemu se je s tem dejanjem zmanjšal ugled in spoštovanje med frankovskim plemstvom.

## Sklic
1. ↑  Record #136817025 // Gemeinsame Normdatei — 2012—2016.
2. ↑  Find a Grave — 1996.
3. 1 2  Settipani C. La Préhistoire des Capétiens: Première partie : Mérovingiens, Carolingiens et Robertiens — Villeneuve-d'Ascq: 1993. — P. 212-214. — ISBN 978-2-9501509-3-6

| Bernard LangobardskiRojen: 797 Umrl: 17. april 818 |                       |                     |
| Vladarski nazivi                                   |                       |                     |
| Predhodnik: Pipin Langobardski                     | Kralj Italije 759–774 | Naslednik: Lotar I. |